# هوانگ لونگ
هوانگ لونگ (انگلیسی: Huang Long؛ زادهٔ ۵ ژوئن ۱۹۶۳)  بازیکن واترپلو اهل چین بود.
وی در مسابقات کشوری و بین‌المللی در مجموع برندهٔ ۲ مدال طلا، ۱ مدال نقره شده‌است.